# Aplidium sagresensis
Aplidium sagresensis är en sjöpungsart som beskrevs av Ramos-Espla, Turon och Vazquez 1993. Aplidium sagresensis ingår i släktet Aplidium och familjen klumpsjöpungar. Inga underarter finns listade i Catalogue of Life.